# Gisela da Baviera
Gisela da Hungria ou Gisela da Baviera (Baviera, c. 985 – Passau, 7 de maio de 1065), foi a primeira rainha da Hungria como esposa de Estêvão I da Hungria, e, após ficar viúva, se tornou abadessa em Passau. Era filha do duque bávaro Henrique, o Briguento e de Gisela da Borgonha. Apesar de ser conhecida como Santa Gisela, e de ter havido uma tentativa de canonização no século XVIII, Gisela foi apenas declarada beata em 1975.

## História
Em 1096 os emissários de Estêvão I da Hungria vieram a sua casa, para alegria de seus pais, pedir sua mão em casamento. Gisela foi coroada e ungida como primeira rainha cristã dos húngaros e com ela, seu marido Santo Estevão da Hungria se converteu ao cristianismo por sua influência.

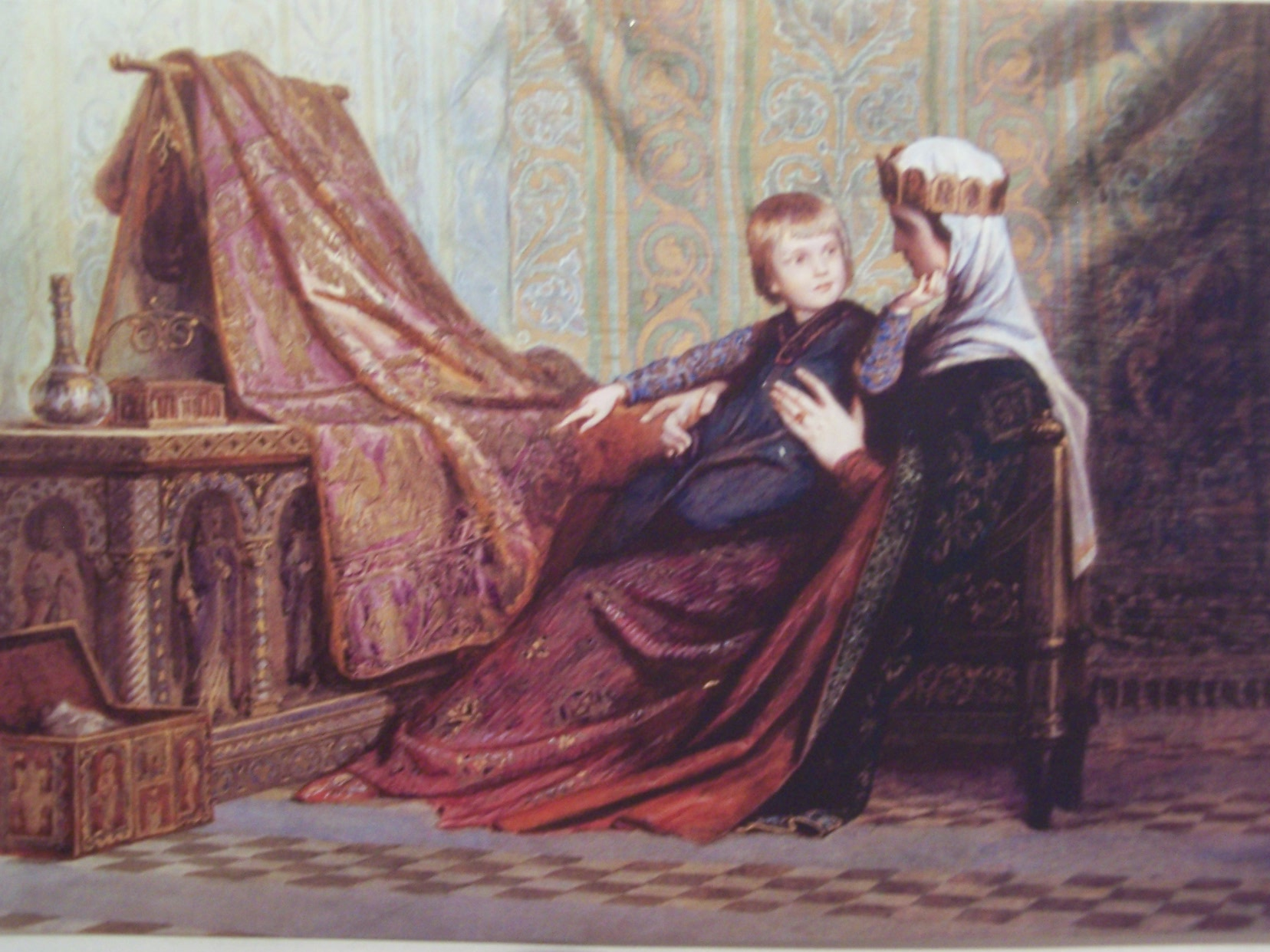
Representação de Gisela e seu filho, Emérico. Autoria de Bertalan Székely, datado de 1873.

Gisela ajudou na construção e nos reparos de Igrejas, construiu a Catedral de Vezprim para a qual doou ricos feudos. Chegou a mandar vir escultores da Grécia para embelezarem as Igrejas.
Após a morte de seu marido, ela foi forçada a deixar a Hungria. Ela viveu no convento de Niedermburga, em Passau, onde morreu.
Seus dias de memorial são a 7 de Maio e 1 de Fevereiro. 
Teve dois filhos que morreram muito cedo e mais tarde nasceu Américo, que deveria sucedê-la ao trono real, mas também faleceu jovem, sem descendência. Mais tarde ele próprio foi canonizado pela sua santidade.
Foi enterrada na Catedral de São Miguel, em Veszprém.
Gisela foi a mãe de Oto, e do santo Emérico da Hungria.